# ROU Artigas (DE-2)
El ROU Artigas (DE-2) fue un destructor de escolta clase Cannon que sirvió en la Armada de los Estados Unidos de América entre 1943 y 1945. Participó en la Segunda Guerra Mundial, con el nombre USS Bronstein (DE-189). En 1952 fue vendido, y pasó a prestar servicios en la Armada Nacional de la República Oriental del Uruguay, en donde operó hasta que fue finalmente retirado y desguazado, en 1988.

## Construcción y características
Fue construido por el Federal Shipbuilding and Drydock Company en Newark, Nueva Jersey. Los trabajos iniciaron el 26 de agosto de 1943, el casco fue botado el 14 de noviembre del mismo año y el buque entró en servicio el 13 de diciembre. El Baron tenía 93,3 metros de eslora, 11,2 metros de manga y 4,3 metros de calado. Desplazaba 1420 toneladas con carga estándar y 1900 t a plena carga.

## Servicio
En mayo de 1952, Estados Unidos transfirió los destructores Baron y Bronstein a Uruguay, quien los renombró como «Uruguay» y «Artigas», respectivamente.
El Artigas participó de la primera etapa de los operativos UNITAS VIII y X, en 1967 y 1969, respectivamente.
En abril de 1982, participó de la Operación Sul 82, integrando una fuerza de tareas junto al vicealmirante Hugo Stoffel.
En julio de 1983, participó de la Operación Amigos 83, ejecutado en la costa uruguaya junto al ROU 18 de Julio y los buques brasileros Mariz e Barros, Maranhão y Bahia.
El Artigas causó baja en 1988, dos años antes que el Uruguay.